# Río Alto Beni
El río Alto Beni es un río boliviano de la cuenca amazónica, el curso superior del río Beni, que discurre por el departamento de La Paz. Tiene una longitud total de 178 kilómetros y tras unirse al río Kaka, da lugar al río Beni.  Con sus fuentes, el sistema Alto Beni—Cotacajes—Sacambaya—Ayopaya—Leque—Tallija alcanza los 441 km (178+125+37+40+37+24).
En este río se verificó ocupación de poblaciones prehispánicas, cerca de la localidad de Palos Blancos. 

## Geografía
El río Alto Beni nace de la confluencia del río Cotacajes y el río Santa Elena, cerca del departamento del Beni y del departamento de Cochabamba (15°56′S 66°52′O / -15.933, -66.867). El río tiene una longitud de 178 km y forma el río Beni en la confluencia con el río Kaka.